# 合赤曲鲁克
合赤·曲鲁克（?—?），蒙古孛儿只斤氏的始祖孛端察儿的曾孙，篾年土敦之长子，海都汗的父亲。
《蒙古秘史》称他的妻子是那莫伦，是海都汗的母亲。《元史》记载莫拏伦（那莫伦）是合赤曲鲁克的母亲、海都汗的祖母。莫拏伦生七子守寡，性情刚急。押剌伊而部有群小儿挖掘田间草根吃，莫拏伦乘车出行，看到後大怒：“这片草原是我儿子放马的地方，你们这些小子敢破坏？”驱车而出，轧伤小儿们，有的死了。押剌伊而部大怒，抢走了莫拏伦的马群以去。合赤·曲鲁克为首的莫拏伦诸子，听说後来不及穿甲，前去追赶。莫拏伦忧虑道：“我儿子们不穿盔甲前去，恐怕不能胜敌。”命令儿媳妇载甲追赶，没有追上。最后大败，六子全部战死。押剌伊而部乘胜杀莫拏伦，灭其家。只有合赤·曲鲁克之子海都尚幼，乳母把他藏起来，免于一死。